# Vivian Wilson
Vivian Jenna Wilson (nascida em 15 de abril de 2004) é uma personalidade da mídia social americana e integrante da família Musk [en]. Filha mais velha de Elon e Justine Musk, Wilson se assumiu como mulher trans em 2020 e foi destaque na Teen Vogue em 2025. Em março de 2025, ela estava estudando em Tóquio.

## Infância e identidade de gênero
Wilson foi concebida por Justine Musk por meio de fertilização in vitro e nasceu em 2004 como gêmea. Segundo Wilson, seu pai utilizou fertilização in vitro com seleção de sexo para garantir que ela fosse um menino. Wilson tem quatro irmãos biológicos: um irmão gêmeo, Griffin, e três irmãos mais novos, trigêmeos: Kai, Saxon e Damian.
Ela descreve Musk como amplamente ausente [en] durante sua infância e, quando presente, podia ser "cruel", alegadamente a assediando por expressar "feminilidade e queerness". Segundo Wilson, Musk era "frio", "rápido em se irritar", "indiferente" e "narcisista". Musk, por sua vez, compartilhou histórias de quando ela era criança, dizendo que cantava músicas de teatro e escolhia roupas para ele aos quatro anos de idade, descrevendo as roupas de seu pai como "fabulosas". Wilson alega que essas histórias são invenções com o intuito de retratá-la como um homem gay caricato. Justine e Elon Musk se divorciaram em 2008 e concordaram em compartilhar a guarda de Wilson e de seus irmãos. Ela frequentou a Crossroads School [en] em Santa Mônica.

### Assumindo-se
Wilson assumiu-se como uma mulher transgênero por meio de um story publicado no Instagram. Em uma entrevista concedida à Teen Vogue em 2025, ela expressou arrependimento por não ter contado primeiro a sua mãe. Wilson relatou que sua mãe foi muito solidária em relação a sua transição e não ficou surpresa quando se assumiu. Seu pai, por outro lado, não demonstrou o mesmo apoio e, de acordo com Wilson, eles não se falavam havia meses, embora precisasse da autorização dele para dar início ao uso de bloqueadores de testosterona e a terapia hormonal.
Wilson iniciou seu tratamento para disforia de gênero em 2020, algo que, segundo ela, inicialmente não contou com o apoio do pai. No entanto, à época, ela já estava se afastando dele. Em junho de 2022, aos 18 anos, um juiz da Califórnia aprovou seu pedido para alterar legalmente seu nome – adotando o sobrenome de solteira da mãe – e seu gênero na certidão de nascimento, após a solicitação ser feita na Suprema Corte do Condado de Los Angeles [en]. Na petição de mudança, Wilson declarou que não desejava mais estar relacionada a Musk "de forma alguma, em nenhum aspecto ou grau".
Em outubro de 2022, Musk atribuiu o distanciamento entre ele e Wilson a influências "neomarxistas", supostamente absorvidas na universidade em que ela estudava. Em uma entrevista realizada em julho de 2024 por Jordan Peterson, Musk falou de forma negativa sobre a transição de Wilson e usou seu nome de registro anterior. Ele afirmou ter sido "enganado" ao conceder autorização para o tratamento de afirmação de gênero, pois a lei californiana exigia seu consentimento, uma vez que Wilson era menor de idade à época. Musk declarou, por fim, que ela teria sido "destruída pelo vírus mental woke", em referência a sua transição. Segundo ele, a transição de gênero de Wilson foi o principal motivo que impulsionou sua cruzada para "destruir o vírus mental woke". A biografia de Musk [en] escrita por Walter Isaacson argumenta que algumas das visões extremistas de direita do empresário foram "parcialmente desencadeadas" pela transição de gênero da filha. Wilson contesta essa versão dos fatos e a descreve como "uma narrativa conveniente".

## Imagem pública

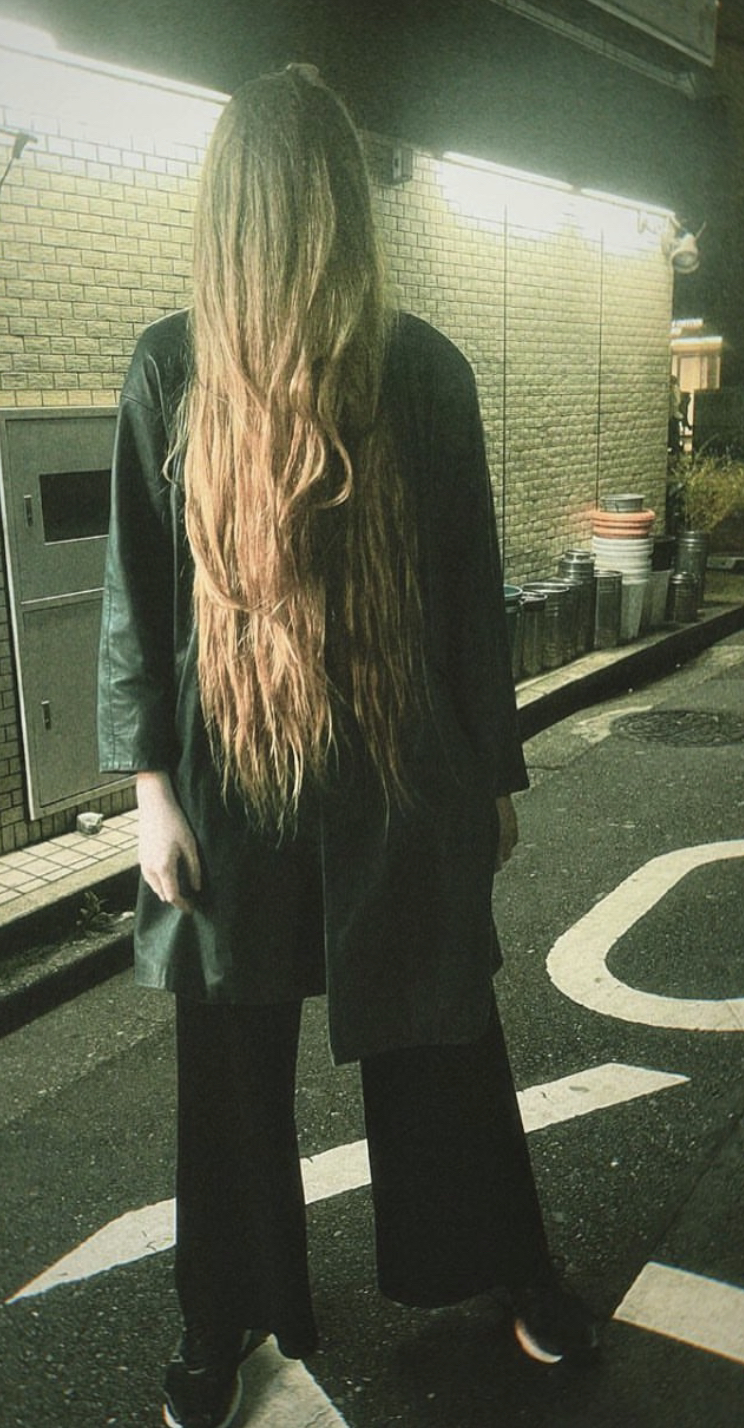
Wilson é conhecida por sua personalidade "extremamente on-line"

A Teen Vogue a descreveu como "extremamente on-line" e "muito boa nisso": ela se expressa de forma incisiva sobre questões transgênero, tema sobre o qual afirmou sentir-se "obrigada a falar", e descreveu o cenário político dos Estados Unidos em 2025 como "aterrorizante". Wilson já falou extensivamente sobre suas visões políticas, identificando-se como uma pessoa de esquerda, embora rejeite a rotulagem como marxista. Ela expressa apoio à renda básica universal, à assistência médica gratuita, à redução da desigualdade de riqueza e à alimentação, água e moradia como direitos humanos. Quando questionada se sua criação influenciou suas convicções políticas, ela respondeu: "Ver esse tipo de riqueza – uma riqueza extravagante – de perto, enquanto morava em Los Angeles e via o enorme problema de pessoas em situação de rua, o abismo entre ricos e pobres... Você começa a se perguntar: como isso é justo?"
Wilson tem sido abertamente crítica das ações de Musk e uma defensora dos direitos das pessoas trans. Após o resultado das eleição presidencial dos Estados Unidos em 2024, ela manifestou sua intenção de emigrar do país no futuro. Depois da saudação nazista de Musk durante a posse de Donald Trump, Wilson declarou: "vamos chamar as coisas pelo nome, porra". Em 2025, ela foi capa da Teen Vogue.

### Críticas à biografia de Musk escrita por Walter Isaacson
Wilson criticou a biografia Elon Musk, de Walter Isaacson, por considerá-la imprecisa e injusta em relação a ela. Sua representação no livro foi descrita como a de "uma criança rebelde e raivosa, cega por uma ideologia anticapitalista radical, ferindo o pai com decisões impensadas". A obra ainda a menciona como "Jenna". Isaacson baseou suas alegações em informações fornecidas por Christiana Musk, esposa do irmão de Elon, Kimbal Musk, mas nunca entrou em contato direto com Wilson antes da publicação. O autor afirmou ter tentado alcançá-la por meio de familiares. Contestando essa alegação, Wilson classificou o livro como "genuinamente difamatório", dizendo que deliberadamente evitou incluir qualquer testemunho dela a fim de retratar sua existência como "uma história de origem de vilã" que justificaria a guinada política de seu pai rumo à extrema-direita. Wilson afirmou: "[Isaacson] tinha uma agenda ao escrever o livro, que era fazer Elon parecer bom, ou mais complexo do que realmente é. Para isso, ele precisou demonizar a adolescente trans e fazer parecer que havia dois lados razoáveis nessa história."

## Vida pessoal
Wilson vive e estuda em Tóquio. Ela mantém uma boa relação com a mãe. Ela descreveu o pai como "um manchild patético" e é financeiramente independente dele desde que se assumiu como trans, em 2020. Antes de ganhar notoriedade, Wilson tinha o desejo de trabalhar como tradutora e, com esse objetivo, estudava francês, espanhol e japonês. Desde então, no entanto, passou a considerar outras possibilidades profissionais, incluindo transmissões ao vivo na Twitch e trabalhos como modelo.
A ex-companheira de Musk, Grimes, saiu em defesa de Wilson, apoiou sua transição e declarou ter orgulho dela por se manifestar publicamente.